# Oulmes
Oulmes är en kommun i departementet Vendée i regionen Pays de la Loire i västra Frankrike. Kommunen ligger i kantonen Saint-Hilaire-des-Loges som tillhör arrondissementet Fontenay-le-Comte. År 2018 hade Oulmes 813 invånare.

## Befolkningsutveckling
Antalet invånare i kommunen Oulmes
| Referens: INSEE |